# 域陀·費沙
域陀·戈里森·費沙（丹麥語：Viktor Gorridsen Fischer；1994年6月9日—）是一名丹麥足球前鋒，現效力丹超球會哥本哈根。
費雪的外祖父普爾·柏達臣（Poul Pedersen）是前丹麥足球名宿。普爾·柏達臣活躍於五、六十年代，是首位代表丹麥國家隊達五十次的球員。他亦是丹麥於1960年奧運贏得銀牌的成員。

## 職業數據
以下是費雪的職業數據︰
| 賽季    | 球會   | 上陣 | 入球 | 聯賽         |
| ------- | ------ | ---- | ---- | ------------ |
| 2012/13 | 阿積士 | 023  | 010  | 荷蘭甲組聯賽 |
| 2013/14 | 阿積士 | 024  | 03   | 荷蘭甲組聯賽 |
| 2014/15 | 阿積士 | 04   | 03   | 荷蘭甲組聯賽 |
| 2015/16 | 阿積士 | 028  | 08   | 荷蘭甲組聯賽 |
| TOTAL   | TOTAL  | 79   | 24   |              |

## 榮譽
阿賈克斯
- 荷蘭甲組聯賽 冠軍: 2012/13, 2013/14
- 告魯夫盾: 2013

個人
- 2012年 丹麥最佳年青球員(19歲以下) [5]
- 2012/13年 阿積士最佳年青球員